# M3G
O M3G foi um grupo de guerrilha urbana que atuou no período da ditadura militar brasileira.
M3G - "Marx, Mao, Marighella e Guevara ", que existiu em Porto Alegre em 1969 e 1970, foi fundado por Edmur Péricles de Camargo, que fora anteriormente ligado a Carlos Marighella. O M3G situou-se, na verdade, mais como um grupo intermediário entre a militância política revolucionária e o que seria um sério tipo de banditismo, visto que o número dos assaltos realizados eram repartidos entre os participantes.
O paradeiro de Edmur tornou-se, mais tarde, uma questão polêmica. Preso em abril de 1970 e libertado após seqüestro do embaixador suíço, Edmur dirigiu-se ao Chile. Há quem afirme que ele teria sido morto durante o golpe militar de Pinochet e há quem levante a possibilidade de se tratar de outro caso de agente duplo, semelhante ao conhecido "Cabo Anselmo".